# Бизерта (вилайет)
Бизе́рта (араб. ولاية بنزرت‎) — вилайет на севере Туниса.
- Административный центр — город Бизерта.
- Площадь — 3 685 км², население — 536 200 человек (2007 год).

## География
На юго-западе граничит с вилайетом Беджа, на юге с вилайетом Мануба, на юго-востоке с вилайетом Арьяна. На севере омывается водами Средиземного моря.
В состав вилайета входят острова Галите.

## Административное деление
Вилайет Бизерта делится на 14 округов:
- Северная Бизерта (Bizerte Nord)
- Южная Бизерта (Bizerte Sud)
- Эль-Алия (El Alia)
- Гар-эль-Мелх (Ghar El Melh)
- Гезала (Ghezala)
- Джуман (Joumine)
- Матёр (Mateur)
- Мензель-Бургиба (Menzel Bourguiba)
- Мензель-Джемиль (Menzel Jemil)
- Рас-эль-Джебель (Ras Jebel)
- Садженан (Sejenane)
- Тинджа (Tinja)
- Ютик (Utique)
- Зарзуна (Zarzouna)